# Martin Atanassow
Martin Atanassow (bulgarisch Мартин Атанасов, englische Transkription: Martin Atanasov; * 27. September 1996 in Sofia) ist ein bulgarischer Volleyballnationalspieler.

## Karriere
Atanassow begann seine Karriere in seiner Heimatstadt bei Lewski Sofia. 2014 wechselte er zum Ligakonkurrenten Dobrudja 07 Dobritsch. In Bulgarien wurde der Außenangreifer Meister und erreichte das Pokalfinale. 2016 ging er zum türkischen Verein Tokat Belediye Plevne. 2017 nahm er mit der bulgarischen Nationalmannschaft an der Weltliga teil. Anschließend wechselte er zum deutschen Bundesligisten VfB Friedrichshafen. Seit 2018 spielt Atanassow beim französischen Erstligisten Chaumont Volley-Ball 52.